# 기타보쉬
기타보쉬(북성연필, 일본어: 北星鉛筆, 영어: Kita-boshi)는 일본의 필기구 제조사이다. 대한민국 뿐만 아니라 일본에서도 메이저 문구제조사는 아니다. 2011년에 '어른을 위한 연필'이 일본문구대상을 받으면서 주목받게 된 제조사이다. 그 뒤로 대한민국에서도 적극적으로 기타보쉬에서 나온 연필들을 수입하고 있다.

## 대표 상품
- 우드 노트
- 기타보쉬 우드원목 연필